# Wasyl Szeremietiew
Wasyl Borysowicz Szeremietiew, właśc. Wasilij Borisowicz Szeremietiew (ros. Василий Борисович Шереметев, ur. 1622, zm. 24 kwietnia 1682) – wódz naczelny armii rosyjskiej w czasie wojny polsko-rosyjskiej (1654–1667).
Od 1649 był wojewodą tobolskim, w 1653 został bojarem. W czasie interwencji rosyjskiej w 1654, wspierającej powstanie Chmielnickiego, dowodził południową grupą wojsk rosyjskich. W 1655 jego 25-tysięczny korpus został pobity przez Polaków i Tatarów w bitwie pod Ochmatowem. W 1656 został rosyjskim wojewodą smoleńskim, w 1658 mianowany wojewodą kijowskim. Walczył z wojskami wiernego Rzeczypospolitej hetmana kozackiego Iwana Wyhowskiego. W 1660 stoczył, trwającą prawie trzy tygodnie, bitwę pod Cudnowem, gdzie jego wojska, zostały pobite przez armię polsko-tatarską. Tam też dostał się do tatarskiej niewoli, w której spędził 21 lat więziony w Czufut-Kale. Zmarł w kwietniu 1682 wkrótce po uwolnieniu.